# Vitnackad mes
Vitnackad mes (Machlolophus nuchalis) är en sällsynt tätting i familjen mesar, endemisk för Indien.

## Kännetecken

### Utseende
Vitnackad mes är en kraftig, 12 centimeter lång svartvit tecknad fågel. Mantel, skapularer och vingtäckare är svarta medan tertialer, armpennor och vingpennor är kontrastrikt tecknade i svart och vitt. Flankerna och bröstsidorna har en gulaktig anstrykning.

### Läte
Fågelns sång är ett högljutt pii-pii-pii-pii-pii. Andra läten är ett grälande tchrrr, mjukt pit, plötsligt tink och ett tunt tip-it.

## Utbredning och systematik
Fågeln förekommer fläckvist i två isolerade områden i Indien, dels i centrala och södra Rajasthan, Kutch och norra Gujarat i nordväst, dels i Östra Ghats i södra Andhra Pradesh, norra Tamil Nadu och Karnataka i syd. Den behandlas som monotypisk, det vill säga att den inte delas in i några underarter.

### Släktestillhörighet
Tidigare placerades den i Parus men förs numera efter genetiska studier till Machlolophus tillsammans med gulmes, östlig gyllenmes, himalayagyllenmes och indisk gyllenmes.

## Levnadssätt
Vitnackad mes bebor tropiska torra törnskogar, framför allt med akacior, från låglänta områden till åtminstone 750 meters höjd. Den sydliga populationen hittas också i torr lövskog med Albizia amara. Den har setts livnära sig av insekter, blomställningar från palasaträd (Butea monosperma) samt frukter från benvedsväxten Maytenus emarginatus, Commiphora roxburghi och Capparis decidua, de två senare dock oklart om det istället är insekter som lever i frukterna som den är på jakt efter. Fågeln häckar under monsunen mellan maj och augusti i trädhål, i brist på det i rökelseträdet Boswellia serreta.

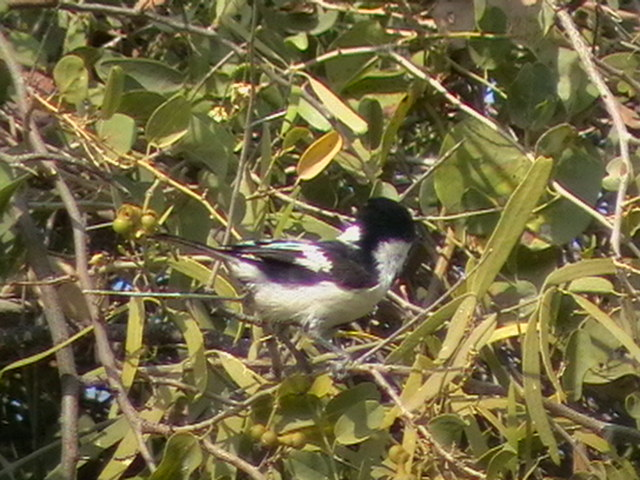

## Status och hot
Denna art har en liten världspopulation på endast mellan 3500 och 15000 individer. Den tros dessutom minska kraftigt till följd av habitatförstörelse. Även om utbredningsområdet är stort är det fragmenterat och de olika delpopulationerna små. Internationella naturvårdsunionen IUCN kategoriserar den därför som sårbar (VU).